# Sophie Hosking
Sophie Hosking MBE  (ur. 25 stycznia 1986 w Edynburgu) – brytyjska wioślarka, mistrzyni olimpijska, czterokrotna medalistka mistrzostw świata.
Złota medalistka igrzysk olimpijskich w Londynie w dwójce podwójnej wagi lekkiej (razem z Katherine Copeland).

## Osiągnięcia
- Mistrzostwa Świata – Eton 2006 – czwórka podwójna wagi lekkiej – 3. miejsce[2].
- Mistrzostwa Świata – Monachium 2007 – czwórka podwójna wagi lekkiej – 2. miejsce[2].
- Mistrzostwa Europy – Poznań 2007 – dwójka podwójna wagi lekkiej – 4. miejsce[2].
- Igrzyska Olimpijskie – Pekin 2008 – dwójka podwójna wagi lekkiej – 11. miejsce[2].
- Mistrzostwa Świata – Poznań 2009 – dwójka podwójna wagi lekkiej – 3. miejsce[2].
- Mistrzostwa Świata – Hamilton 2010 – dwójka podwójna wagi lekkiej – 5. miejsce[2]
- Mistrzostwa Świata – Bled 2011 – dwójka podwójna wagi lekkiej – 3. miejsce[2]
- Igrzyska Olimpijskie – Londyn 2012 – dwójka podwójna wagi lekkiej – 1. miejsce